# ヘスース・バル・イ・ガイ
ヘスース・バル・イ・ガイ（Jesús Bal y Gay、1905年6月23日 - 1993年3月11日）は、スペインの作曲家。スペイン8人組に加えられることもある。

## 生涯
ガリシア地方のルーゴ県ルーゴ出身。はじめマドリードで学ぶが、1924年に故郷に戻り、民謡の採取にいそしんだ。一方でフランシス・プーランク、モーリス・ラヴェル、イーゴリ・ストラヴィンスキー、マヌエル・デ・ファリャらの当時の現代音楽にも影響を受けた。1926年から1927年にかけてファリャに師事し、またファリャ門下の作曲家でピアニストのロサ・ガルシーア・アスコートと知り合い、後に結婚した。
1935年からケンブリッジ大学の講師を務めるが、スペイン内戦の発生で故国に戻ることができなくなった。1938年、ラサロ・カルデナス大統領の招きで、メキシコに亡命した。メキシコ時代にはストラヴィンスキーと親しく交流した。17年後の1965年にスペインに戻り、マドリードで暮らした。

## 作品
- セレナータ（1942）
- 3つの小品（1945）
- ドン・キホーテ（1947）
- ドン・キホーテの頌歌（1947）
- コンチェルト・グロッソ（1951）

## 文献
- Rosa María Fernández García(2005). Bay y Gay. O seu pensamento antes de 1933 ISBN 84-8485-204-0